# 阿布·乌拜达 (哈马斯)
阿布·乌拜达（羅馬化：Abū ʿUbayda），是巴勒斯坦政治及军事组织哈马斯的武装翼卡萨姆旅发言人。

## 身份
阿布·乌拜达首次出场于2002年，代表卡萨姆旅参加媒体及记者见面会。在2005年以色列撤离加沙之后，他被卡萨姆旅正式任命为其发言人。
2006年，他宣布了对以色列士兵吉拉德·沙利特的绑架。
阿布·乌拜达的真名及其个人信息仍未知。在他露面时，他总是用头巾蒙着他的脸。
2014年，以色列媒体发布了一张照片，声称照片中的人物是阿布·乌拜达，其真名是胡宰法·沙米尔·阿卜杜拉·卡路特。然而，卡萨姆旅否认了这张照片及名字的真实性。

## 代表卡萨姆旅作出的声明
2020年6月，针对以色列领导人准备正式吞并巴勒斯坦西岸部分领土的计划，阿布·乌拜达发表声明，称“抵抗运动的力量将忠实的保护巴勒斯坦人民”，并郑重地宣告道“我们的敌人将会因为后悔自己做出了这个罪恶的决定而咬断自己的手指”。
在2021年以巴冲突升级之后，阿布·乌拜达称“轰炸特拉维夫，迪莫納，阿什杜德，阿什凯隆及贝尔谢巴对我们来说比喝水还容易”，并公开声称“对侵略的回击没有红线”。在停火协议达成后，他说，”在真主的帮助下，我们羞辱了敌人，以及其脆弱的政权和野蛮的军队。“
2021年九月，在六名从吉尔博亚监狱越狱的犯人中的四名被以色列警察重新逮捕之后，阿布·乌拜达宣布“将来不会在越狱犯未被释放的情况下与以色列交换人质”，并说“如果这次自由的隧道英雄们已经将自己从地下解放，那么我们向他们及所有我们仍在监狱里的兄弟保证，在真主的意愿之下，他们很快就会被再次解放，比斯米拉。”
2022年5月，以色列在巴勒斯坦人多次袭击以色列人之后，威胁要刺杀哈马斯领导人叶海亚·辛瓦尔。对此，阿布·乌拜达回应称“如果敌人及其失败的领导层伤害了辛瓦尔”，会导致“一次地区性的政治地震以及军事上前所未有的强烈报复”。
2022年6月，阿布·乌拜达向外界透露一名被绑架至加沙的以色列俘虏的健康状况开始恶化。卡萨姆旅之后证实，这名俘虏是希沙姆·赛义德（Hisham al-Sayed）。
2023年10月，在以色列—哈馬斯戰爭期间，阿布·乌拜达在一次声明中威胁称每次以色列事先未加警告就轰炸加沙时，哈马斯就会处决一名人质（“我们警告，每次以色列未加警告便对安全地待在自己家中的加沙人民狂轰滥炸时，我们手上的人质便会被处决”）。其还透露处决将以音频及视频的方式播出。他还透露说85%的卡萨姆旅成员都是孤儿。